# 奥巴费米·马丁斯
奥巴费米·马丁斯（英語：Obafemi Martins，1984年10月28日—），尼日利亞人，是一名職業足球員，司職前鋒 ，現效力於武漢卓爾，同時也是尼日利亞的前國腳。

## 生平
马丁斯在國際米蘭成名，在初時的正選拍擋為，在對方離隊後就由代替。因為該季球隊買了基斯普和伊巴謙莫域等球員，在球隊未能取得正選下，終於在2006年轉投纽卡斯尔联。
馬丁斯的爆炸力很強，跑得很快，常常憑其速度撕破對手防線來取得入球，據悉，馬丁斯可以用10.4秒完成100米。人們得期待他伙拍養傷中的英格蘭國腳奧雲攻堅。他速度雖快，可惜其腳下功夫並無其速度厲害，而他在入球後喜歡凌空打關斗的動作來慶祝也是讓球迷津津樂道。
馬丁斯於加盟首季已經成為球隊神射手。踏入在紐卡素的第二季，他因為受傷及阿倫·史密夫的加盟而令到上陣機會減少，但在季尾又重奪正選位置。雖然阿森纳表示對馬丁斯很有興趣，但馬丁斯已經否認有意離隊，更透露在紐卡素過得很開心。
由於紐卡素降級英冠，馬丁斯於2009年7月31日轉投新任德甲聯賽冠軍禾夫斯堡，身價1,050萬歐元，簽約四年。
2010年7月9日，馬田斯落實以約900萬歐元轉會俄超球會魯賓卡山。但他一直未能適應俄羅斯的環境，加上新生的孩子，馬田斯要求返回英格蘭照顧家庭，於2011年1月31日以借用身份加盟伯明翰城，為期6個月。

## 榮譽
國際米蘭
- 義大利甲組聯賽冠軍：2005/06年；
- 意大利盃冠軍：2004/05年、2005/06年；
- 意大利超級盃冠軍：2004/05年、2005/06年；

紐卡素
- 圖圖盃冠軍：2006年；

伯明翰城
- 英格蘭聯賽盃冠軍：2010/11年；

上海绿地申花
- 中国足协杯冠军：2017年；